# Новопавлівка (Дружківська міська громада)
Новопа́влівка — село Дружківської міської громади Краматорського району Донецької області, Україна.

## Загальні відомості
Відстань до райцентру становить близько 32 км і проходить переважно автошляхом Н20. Село розташоване на берегах річки Полтавка в безпосередній близькості від міста Дружківка.

## Населення
За даними перепису 2001 року населення села становило 36 осіб, із них 94,44 % зазначили рідною мову українську та 5,56 % — російську.